# 铁冲乡
铁冲乡，是中华人民共和国安徽省六安市金寨县下辖的一个乡镇级行政单位。

## 行政区划
铁冲乡下辖以下地区：
前营村、高畈村、张店村、李桥村、铁冲村和长河村。